# Lokomotiva 111
Lokomotiva řady 111 je elektrická lokomotiva na stejnosměrný proud určená pro posun. Vyráběla ji v letech 1981–1982 plzeňská firma Škoda (tovární typ Škoda 78E). Od výchozí řady 110 se liší především použitím tyristorové regulace výkonu.

## Vývoj
Po úspěchu s provozem starších posunovacích lokomotiv řady 110 byla objednána nová obdobná lokomotiva, jejíž technická úroveň by však zohledňovala rychlý pokrok v oblasti polovodičů. Koncepce nové lokomotivy byla nejprve v roce 1979 vyzkoušena rekonstrukcí jednoho stroje řady 110, který byl předtím poškozen požárem. Tyristorová regulace umožňuje plynulý, bezkontaktní a hospodárný typ regulace a celkově mnohem efektivnější využití výkonu lokomotivy. Po přestavbě byla zkušební lokomotiva ověřována na posunu v ostravském uzlu a vykazovala úsporu elektřiny až 50 % oproti lokomotivám s odporovou regulací výkonu. Tato lokomotiva byla později označena jako řada 112. Zrušena byla v roce 1996 a později sešrotována. Na základě provedených zkoušek byly navrženy drobné úpravy a po jejich zapracování byla zahájena výroba sériových strojů řady 111.

## Konstrukce

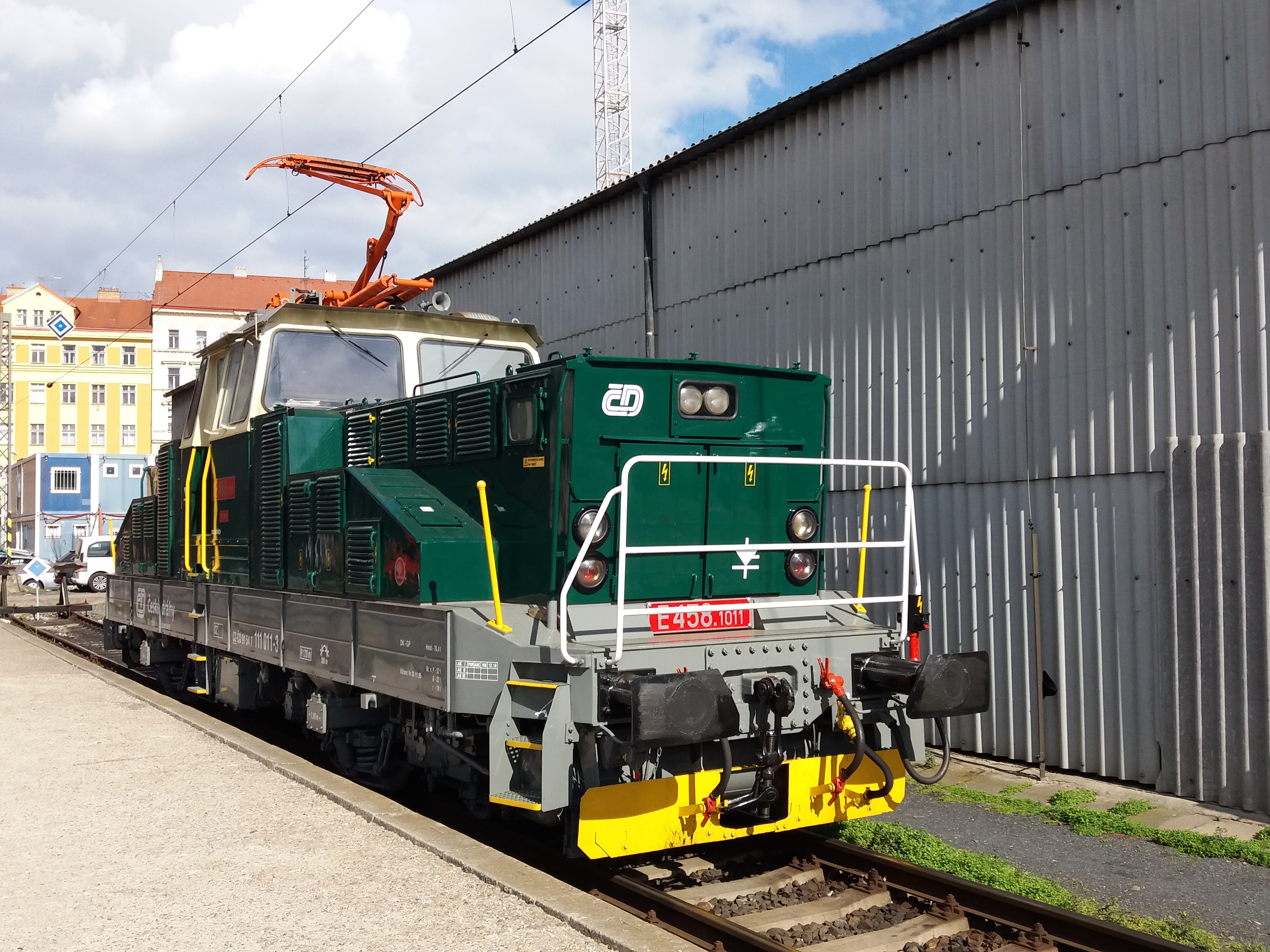
Rekonstruovaný stroj E 458.1011 na pražském hlavním nádraží

V mechanické části je lokomotiva téměř shodná s řadou 110 - rozdíly jsou patrné pouze v designu světel a dalších detailech. Lokomotiva je kapotová se středovým věžovitým stanovištěm strojvedoucího. Okolo snížených představků je ochoz pro údržbu a posunovače. Nápravy na dvou dvounápravových podvozcích jsou poháněny čtyřmi trakčními motory. Elektřinu lokomotiva odebírá pomocí polopantografu na střeše stanoviště strojvedoucího. Hlavním rozdílem je již zmíněná regulace výkonu, jež je tyristorová pulzní a samotná regulace probíhá pomocí výkonových diod a tyristorů.

## Provoz
Lokomotivy byly od počátku dislokovány v depech pouze v České republice (Ústí nad Labem, Praha, Česká Třebová a Ostrava). Kromě svého hlavního určení k posunu se uplatňují i v traťové službě. Slouží tak k vozbě manipulačních nákladních vlaků - příkladem jsou přetahy prázdných souprav od uhlí mezi Mostem a Bílinou či na Ostravsku. Často bývají využívané pro posun osobních vlaků na pražském hlavním nádraží. V osobní dopravě je jejich použití omezené a spíš sporadické - až do roku 2011 jezdily s některými osobními vlaky např. na trati Ústí nad Orlicí – Lichkov.

## Historické lokomotivy
- 111.001 (ČD, CHV Lužná u Rakovníka, SÚ Vršovice)